# ماتئوش اشچپانیاک (بازیکن فوتبال، زاده ۲۰۰۷ )
ماتئوش اشچپانیاک (انگلیسی: Mateusz Szczepaniak؛ زادهٔ ۵ ژانویهٔ ۲۰۰۷) بازیکن فوتبال اهل لهستان است که در حال حاضر برای لگیا ورشو بازی می‌کند.

## دوران باشگاهی
او در تیم بزرگسالان لگیا در فصل ۲۰۲۴–۲۵ در یک بازی مقابل کیرنارفون تاون در تاریخ ۲۵ ژوئیه ۲۰۲۴ اولین بار به میدان رفت. اولین حضور او در لیگ برتر فوتبال لهستان در تاریخ ۳ نوامبر ۲۰۲۴ بود که در پیروزی ۲–۱ برابر باشگاه فوتبال ویدزف ووچ در دقیقه ۹۰ وارد زمین شد. در تاریخ ۲۸ نوامبر ۲۰۲۴، او اولین گل خود را برای باشگاه در پیروزی ۳–۰ برابر اومنیا نیکوزیا در فاز لیگ کنفرانس اروپا به ثمر رساند و به جوان‌ترین گلزن تاریخ این رقابت‌ها تبدیل شد.

## دوران ملی
وی همچنین در تیم‌های ملی فوتبال زیر ۱۵، ۱۶، ۱۷ و ۱۸ سال لهستان بازی کرده است.